# Leandro Franco
Leandro Lourenço Franco (Pouso Alegre, Estado de Minas Gerais, Brasil, 10 de agosto de 1981), conocido deportivamente como Leandro, es un exfutbolista brasileño que jugaba como delantero.

## Trayectoria
Leandro Franco inició su carrera de futbolista en el club Limeira de Sao Paulo, pasando luego a equipos de mayor renombre en Brasil como el Paulista y el Rio Branco. Luego, tras un frustrado paso por el Cruz Azul mexicano, llegó a Chile paa enrolarse al Colo-Colo. Su paso por el club albo duró poco, por lo que regresó a su país y firmó por el Inter de Limeira, pasando luego al Guarani en el año 2007. Poco después tuvo una nueva oportunidad en el extranjero, marchándose a Grecia para firmar por el Atromitos pero, tras descender esa misma temporada, dejó Europa con rumbo a Centroamérica, donde se asentó en el Águila de El Salvador. Tan solo medio campeonato le sirvió para pasar a las filas del Luis Ángel Firpo del mismo país, pero regresando una vez más a Brasil para jugar en los torneos de ascenso con las camisetas del Marília y el Caldense. 
A mediados del 2011 viaja a Perú para enrolarse al Sport Boys del Callao, a pedido del técnico Alberto Castillo, quien lo había dirigido en el Águila salvadoreño. Sus buenas actuaciones y sus goles le valieron ser contratado por otro club grande del Perú, Sporting Cristal. Sin embargo, una temible lesión a la rodilla mal tratada durante su paso por Sport Boys le obligó someterse a una operación una vez acabado el Campeonato Descentralizado 2011. En 2012 fue campeón Peruano con Sporting Cristal teniendo participación importante en partidos claves. 2013 regresó al Sport Boys no logró el mismo éxito de antes.
2014 aparece en juventude RS equipo de mucha tradición en su tierra natal.

## Clubes
| Club                    | País        | Año       |
| ----------------------- | ----------- | --------- |
| Inter de Limeira        | Brasil      | 2002-2004 |
| Paulista                | Brasil      | 2004      |
| Rio Branco              | Brasil      | 2005      |
| Colo-Colo               | Chile       | 2005      |
| Inter de Limeira        | Brasil      | 2006      |
| Guarani                 | Brasil      | 2007-2008 |
| Atromitos               | Grecia      | 2008      |
| Águila                  | El Salvador | 2008      |
| Luis Ángel Firpo        | El Salvador | 2009      |
| Marília                 | Brasil      | 2010      |
| Caldense                | Brasil      | 2010      |
| Atlético Sorocaba       | Brasil      | 2011      |
| Sport Boys              | Perú        | 2011      |
| Sporting Cristal        | Perú        | 2012      |
| Sport Boys              | Perú        | 2013      |
| León de Huanuco         | Perú        | 2013      |
| Juventude               | Brasil      | 2014      |
| Independente de Limeira | Brasil      | 2014      |
| Unión Magdalena         | Colombia    | 2015      |

## Palmarés

### Campeonatos nacionales
| Título                    | Club             | País | Año  |
| ------------------------- | ---------------- | ---- | ---- |
| Primera División del Perú | Sporting Cristal | Perú | 2012 |